# Stylidium violaceum
Stylidium violaceum este o specie de plante dicotiledonate din genul Stylidium, familia Stylidiaceae, ordinul Asterales, descrisă de Robert Brown. Conform Catalogue of Life specia Stylidium violaceum nu are subspecii cunoscute.